# Gauldal
Gauldal o Gauldalen (en español: Valle del río Gaula) es un valle y distrito tradicional del condado de Trøndelag, Noruega. El río Gaula atraviesa este valle de 145 kilómetros de longitud desde las montañas de Røros, cerca del lago Aursunden, hasta el Trondheimsfjorden. El estrecho valle discurre hacia el norte desde Røros hasta la zona de Haltdalen, donde se ensancha un poco, gira y se dirige en general hacia el oeste hasta el pueblo de Støren. En Støren gira de nuevo y se dirige hacia el norte a través de lo que ahora es un amplio valle agrícola hasta llegar al mar justo al sur de la ciudad de Trondheim. Las líneas ferroviarias Rørosbanen y Dovrebanen siguen el valle de Gauldalen en su camino hacia Trondheim. La carretera europea E6 y la carretera comarcal noruega 30 también siguen el valle.
El distrito tradicional de Gauldal incluye los municipios de Holtålen, Midtre Gauldal y Melhus . El municipio de Røros a menudo (tradicionalmente) se cuenta como parte del distrito, a pesar de que se encuentra fuera del valle del río Gaula.

## Historia

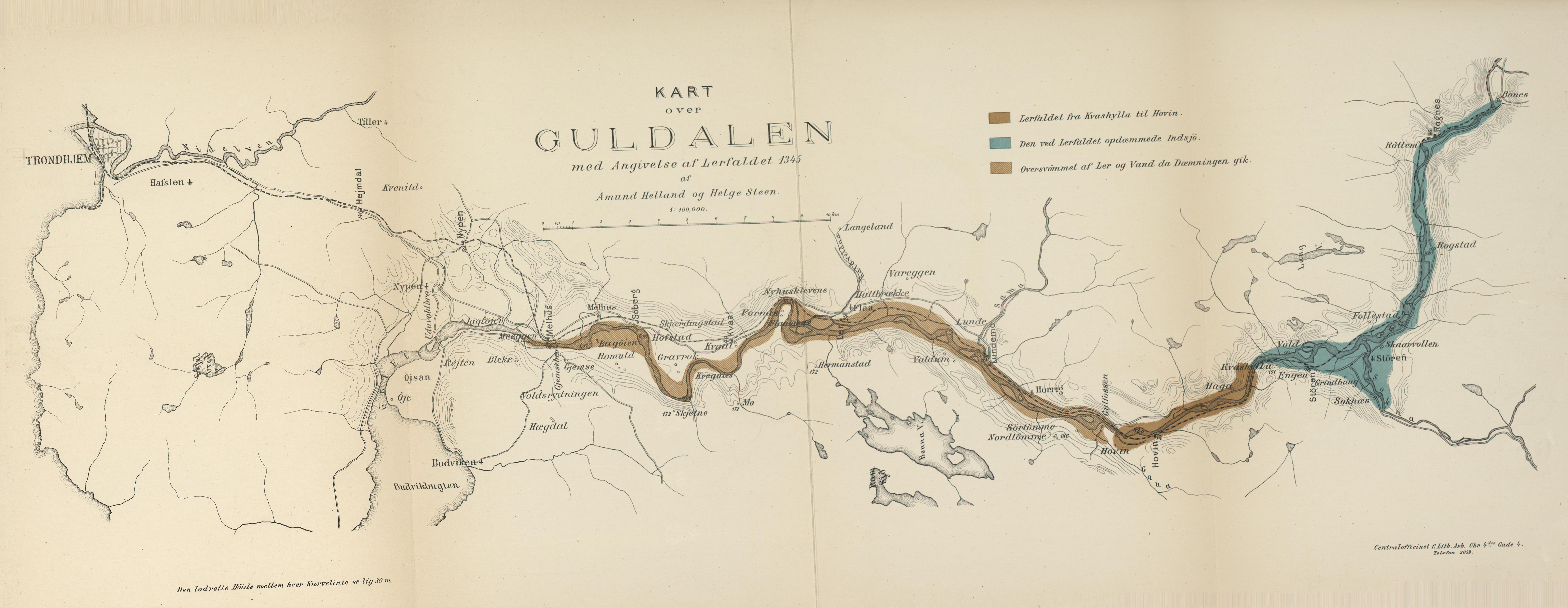
Mapa del valle y de las zonas inundadas. Las zonas azules fueron inundadas por el río embalsado y las zonas marrones se inundaron tras la rotura de la presa

En septiembre de 1345, se produjo un desprendimiento de tierras justo al norte del pueblo de Støren. El desprendimiento se produjo en un punto muy estrecho del valle y posiblemente 45.000.000 de metros cúbicos de grava y tierra de la ladera de la montaña cayeron y bloquearon el valle y el río Gaula, creando una presa en el río que posiblemente tenía entre 30 y 40 metros de altura. Este tremendo desprendimiento creó un lago que creció rápidamente y comenzó a inundar el valle hasta 15 kilómetros  aguas arriba de la presa. Este lago recién formado inundó y destruyó 25 granjas río arriba en el estrecho valle. La gran cantidad de agua que se acumuló detrás de la presa de tierra por el desprendimiento no aguantó mucho tiempo y, cuando se rompió, el agua se precipitó a través de la presa y causó una gran inundación río abajo, matando a unas 500 personas y destruyendo otras 25 granjas, así como varias iglesias. La inundación repentina río abajo continuó hasta justo después del pueblo de Melhus, no lejos de la desembocadura del río Gaula. Esta fue una de las peores catástrofes naturales ocurridas en Noruega.

## Galería

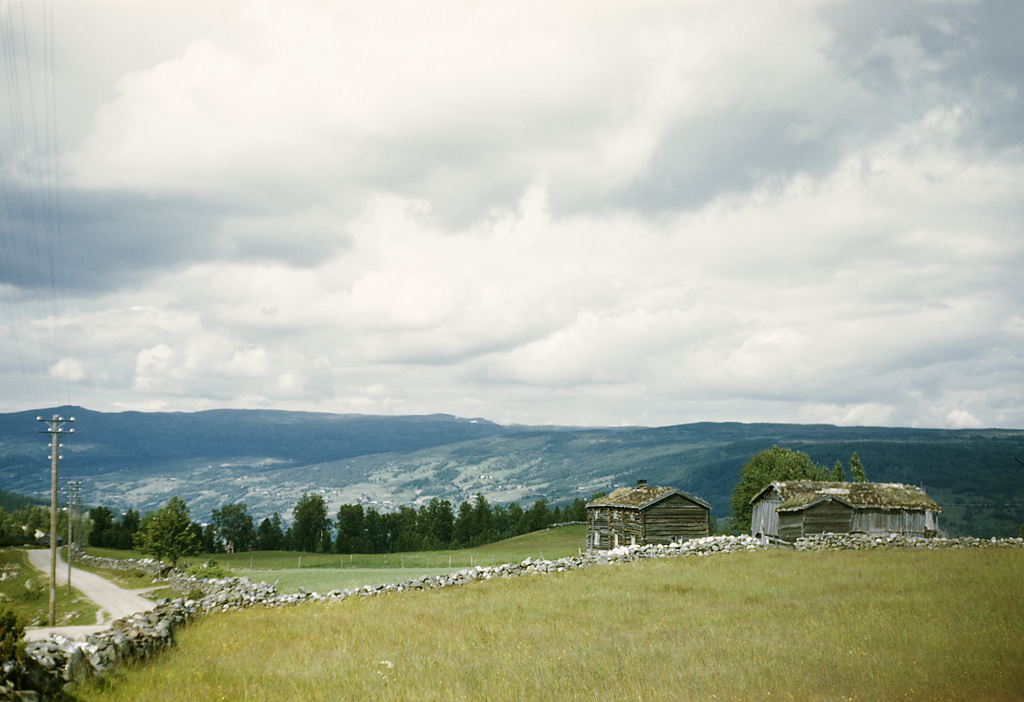
Valle de Gauldalen
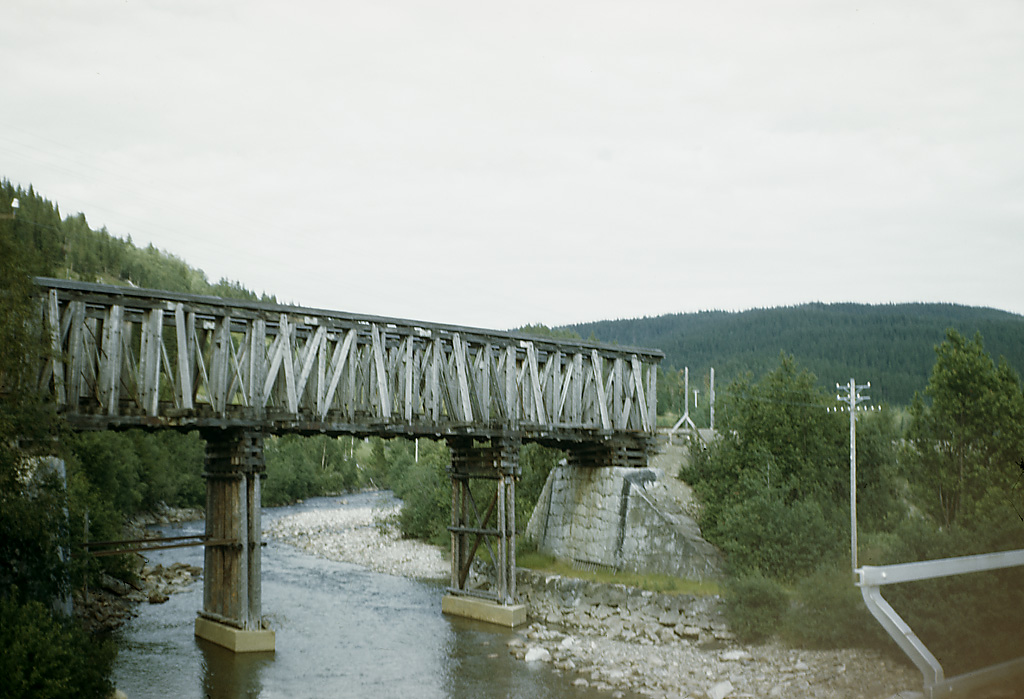
Valle de Gauldalen
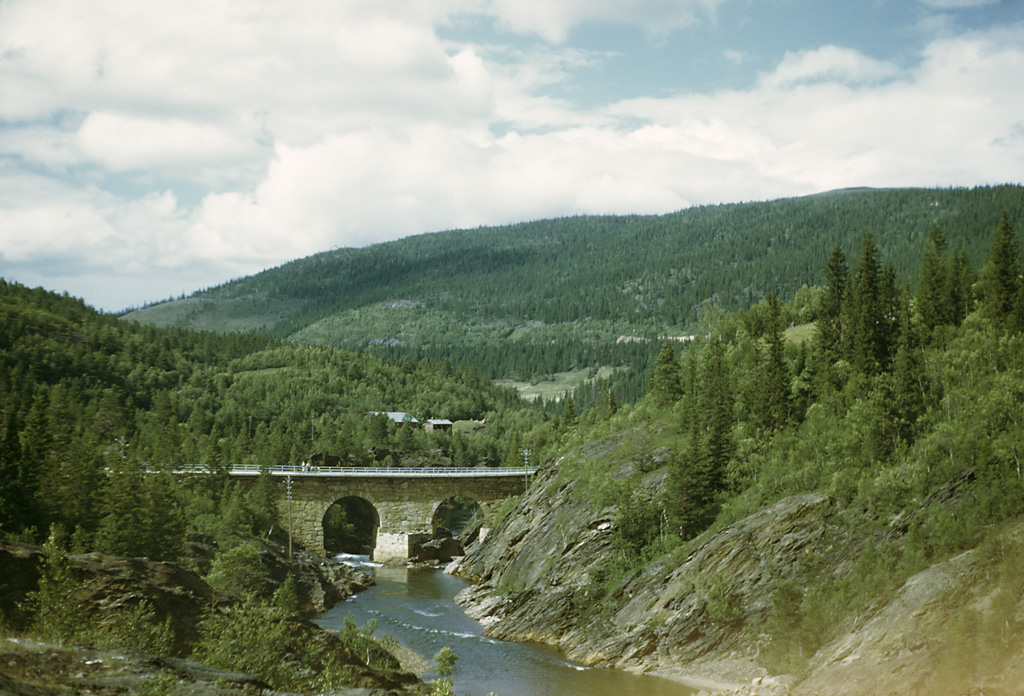
Valle de Gauldalen
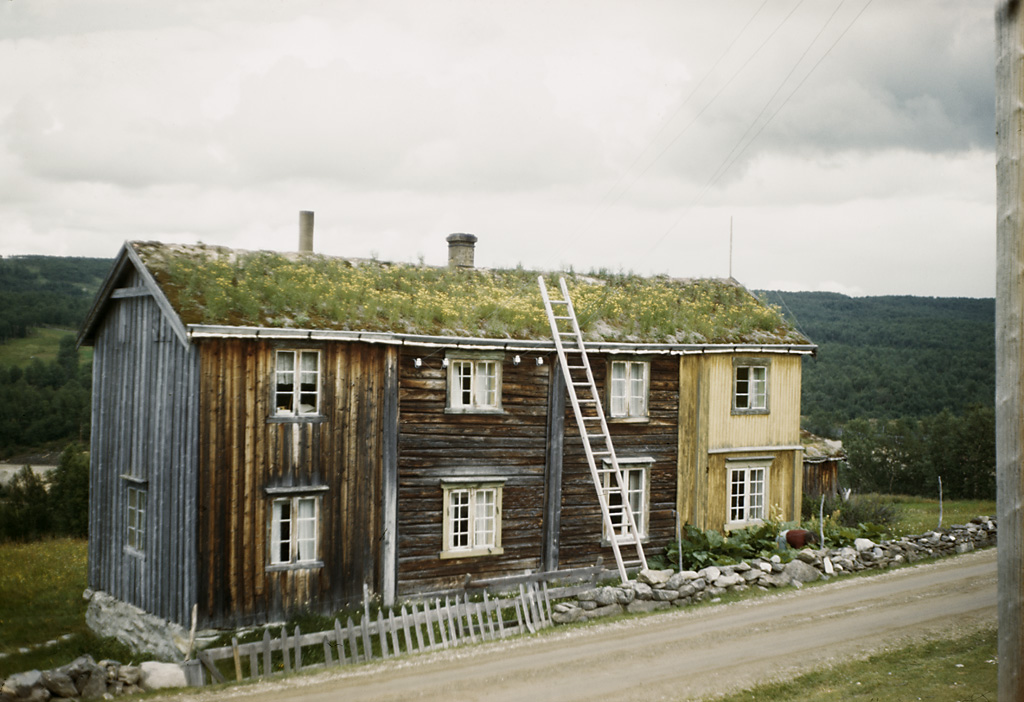
Finca histórica en el valle
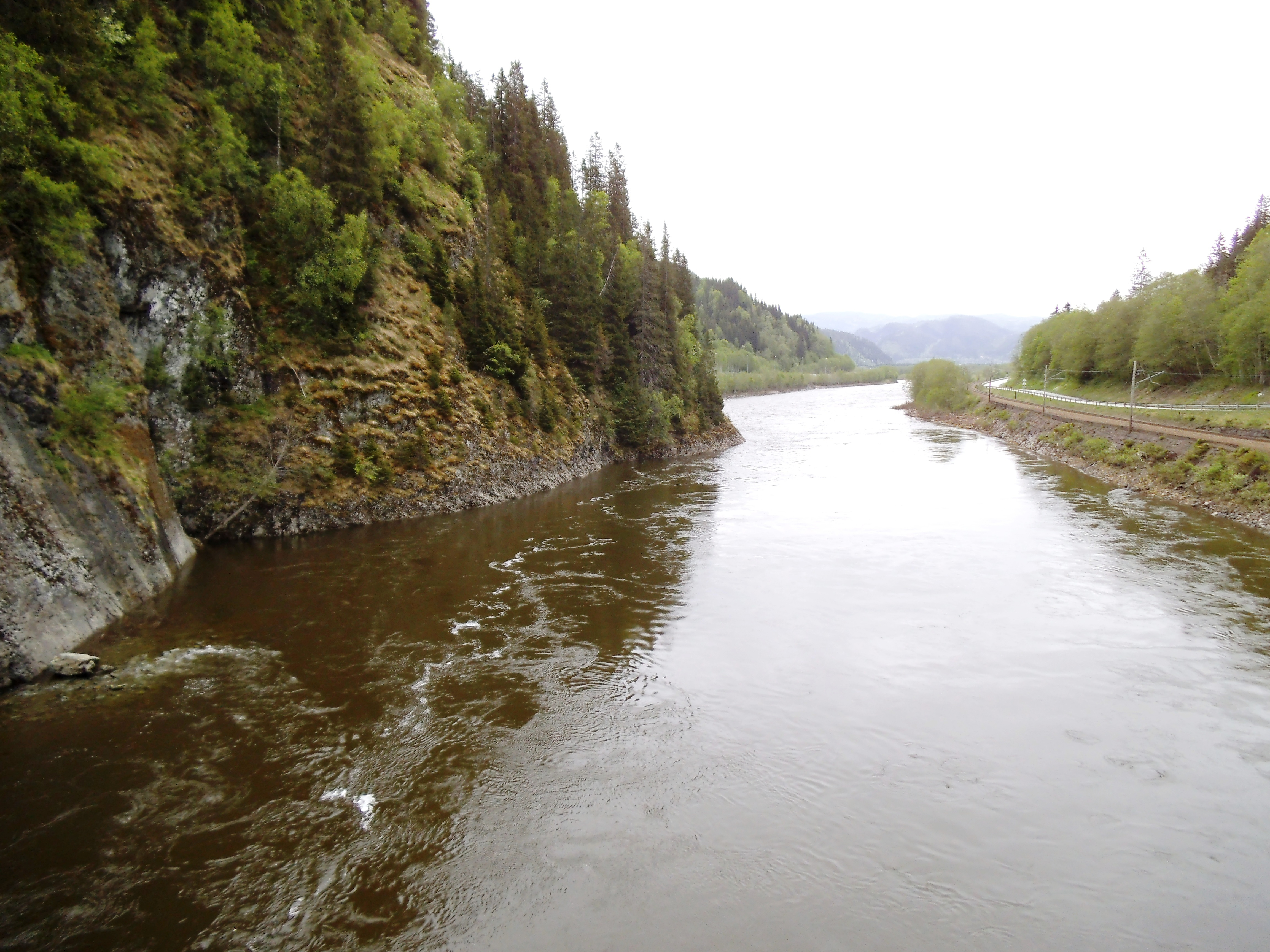
Río Gaula
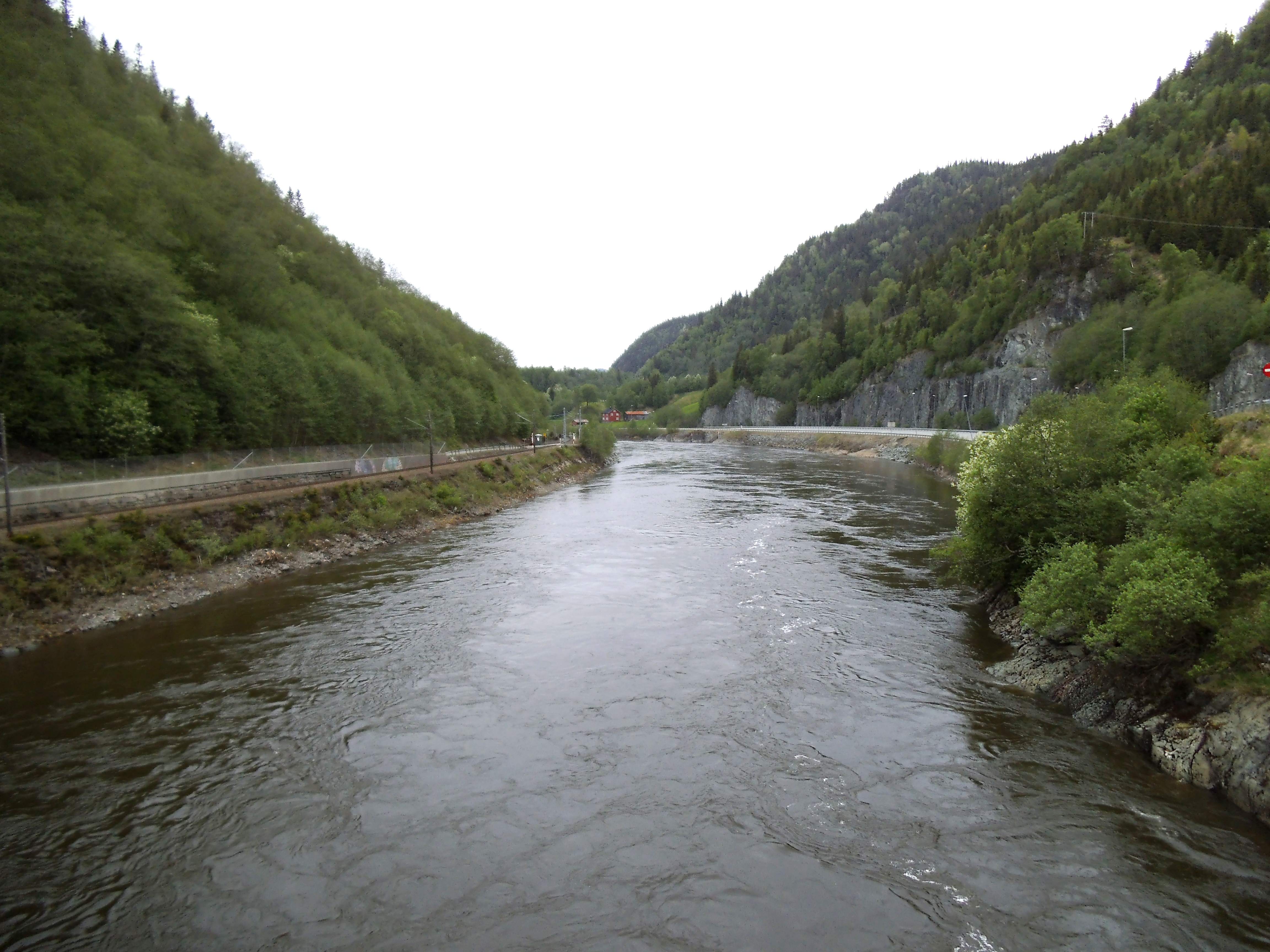
Río Gaula
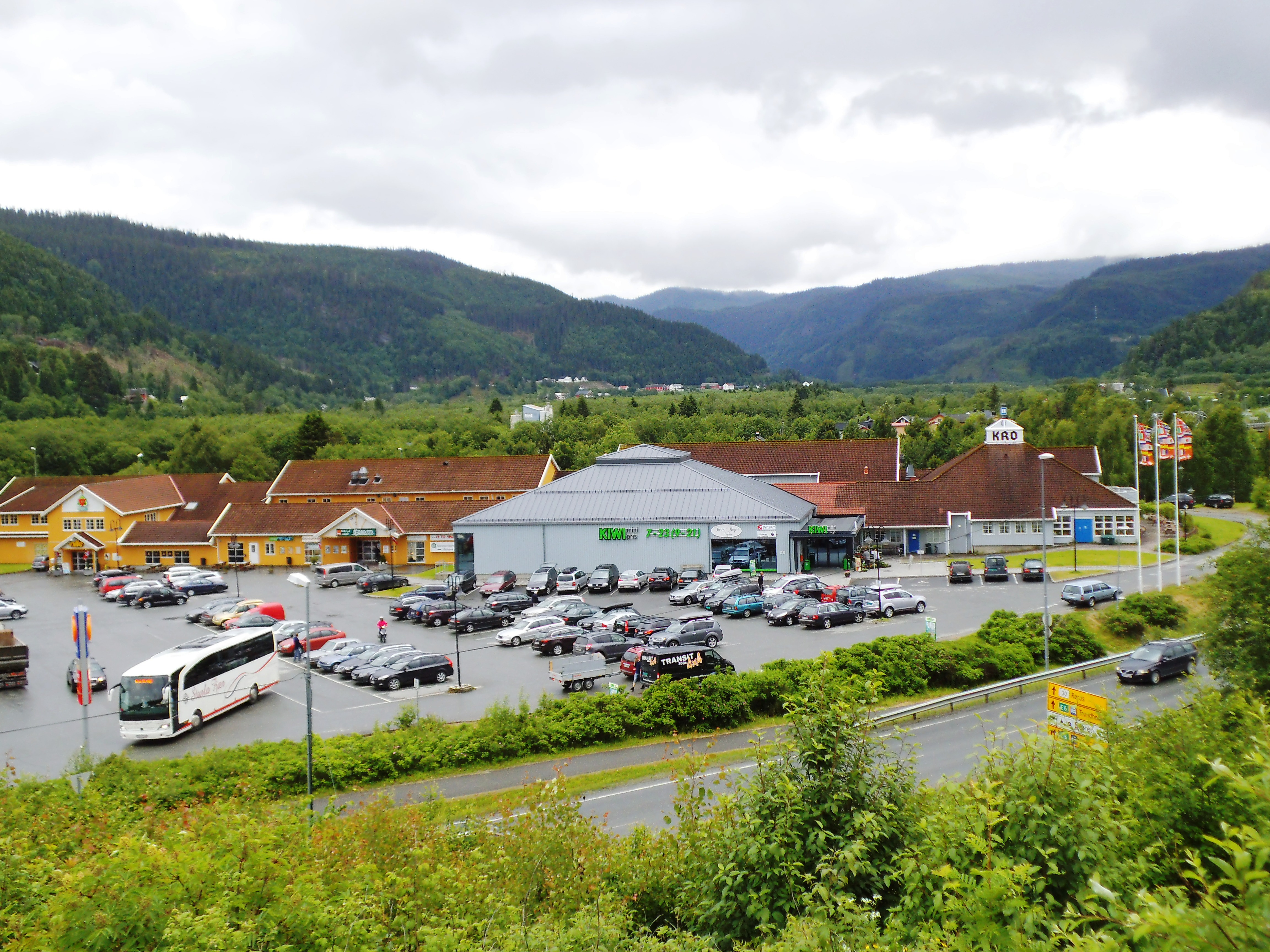
Pueblo de Støren
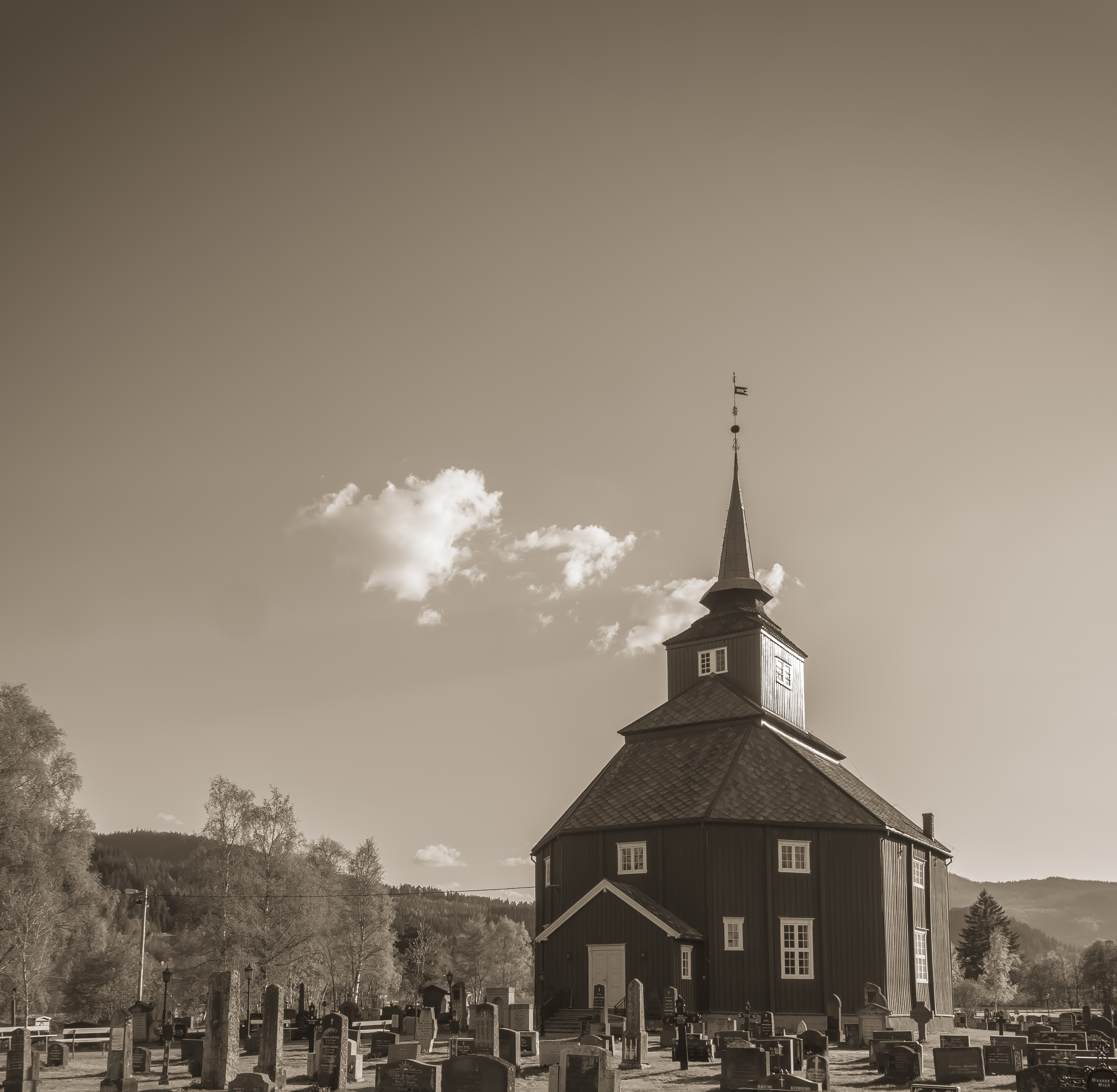
Iglesia de Støren
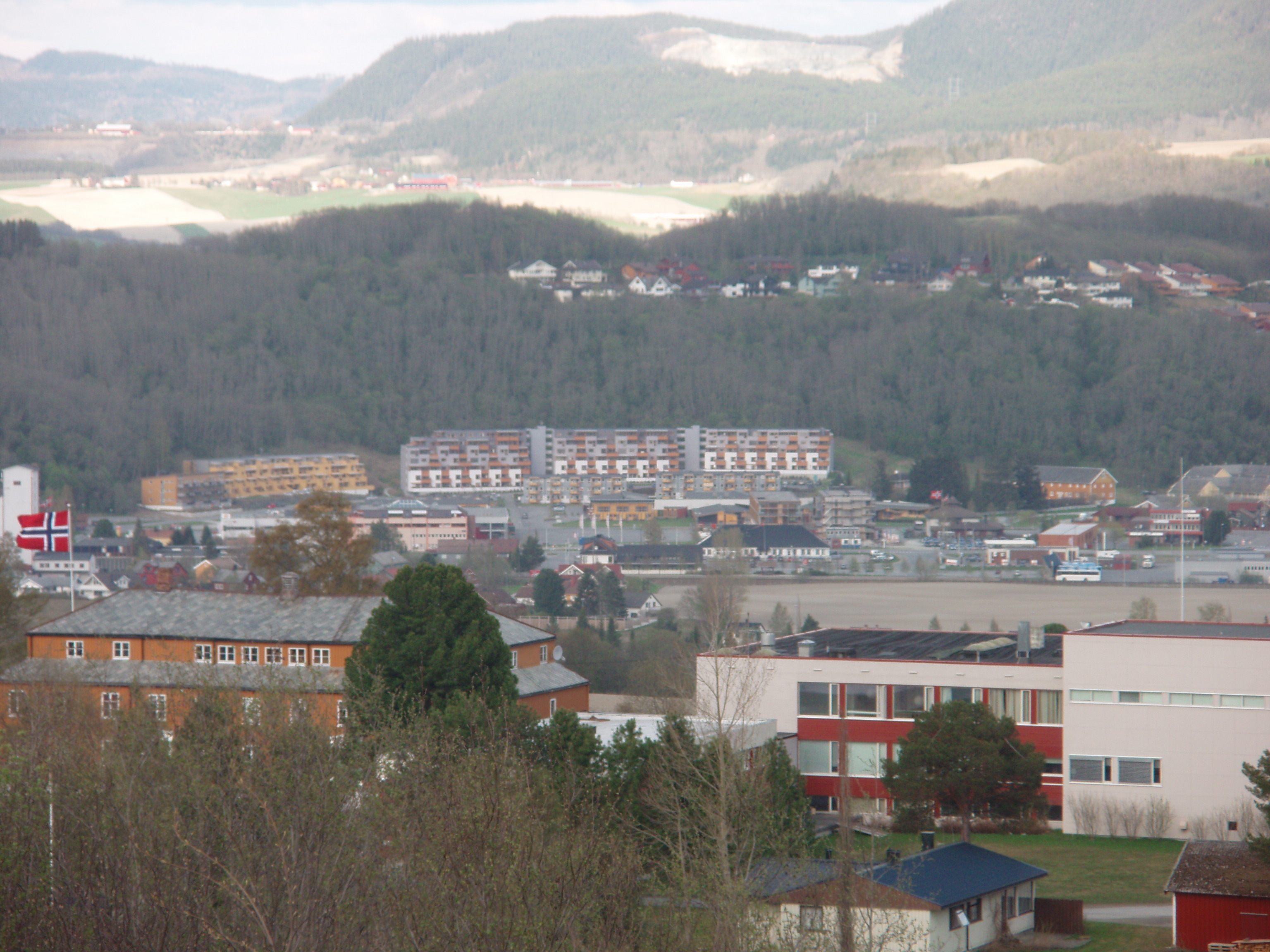
Pueblo de Melhus